# Cixius hylaea
Cixius hylaea är en insektsart som beskrevs av Logvinenko 1969. Cixius hylaea ingår i släktet Cixius och familjen kilstritar.
Artens utbredningsområde är Azerbajdzjan. Inga underarter finns listade i Catalogue of Life.